# نایب‌الملک‌نشین
نایب‌السلطنه‌نشین یا نایب‌الملک‌نشین نهادی ریاستی بود که توسط فرد نایب‌الملک اداره می‌شد. قدمت آن به استعمار اسپانیا در قاره آمریکا در قرن شانزدهم بر می‌گردد.

## فرانسه
- نایب‌الملک فرانسه نو

## امپراتوری پرتغال
در محدوده امپراتوری پرتغال، از اصطلاح «نایب‌الملک‌نشین برزیل» گاهی برای اشاره به ناحیه استعماری برزیل در دوران حضور نمایندگان مستقیم امپراتور، استفاده می‌شد. برخی از فرمانداران هند پرتغال نیز لقب «نایب السلطنه» داشتند.
- نایب‌الملک برزیل
- فرمانداران هند پرتغال

## امپراتوری روسیه
- لیست نایب‌ملک‌های امپراتوری روسیه

## امپراتوری اسپانیا
نایب‌الملک‌نشین ریو د لا پلاتا یک نهاد محلی، سیاسی، اجتماعی و اداری بود که توسط سلطنت اسپانیا در قرن پانزدهم ایجاد شد تا بتواند بر سرزمین‌های خارج از ناحیه اسپانیا حکومت کند.
دولت در سرزمین‌های وسیع امپراتوری اسپانیا توسط افرادی که نایب‌الملک بودند، اداره می‌شد. در واقع این ممالک استان‌های اسپانیا شمرده می‌شدند و نه نواحی استعماری؛ لذا حقوق مشابه هر استان دیگری در شبه جزیره اسپانیا را برخوردار بودند.
قاره آمریکای اسپانیا دارای چهار نایب‌الملک جداگانه بود:
- نایب الملک اسپانیا نو
- نایب‌الملک پرو
- نایب الملک ریو دلا پلاتا
- نایب‌الملک نیو گرانادا

## پادشاهی متحده بریتانیا
- نماینده مجری بریتانیا در ایرلند از دوره ویلیامیت تا زمان استقلال به عنوان نایب الملک ایرلند شناخته می‌شد.

## امپراتوری بریتانیا
- راج بریتانیا که تحت فرمانداری کل و نایب‌السلطنه اداره می‌شد، معمولاً به «نایب‌السلطنه هند» معروف و شناخته شده‌است.